# لاورو مولر
لاورو مولر هو دبلوماسي ووزير وسياسي برازيلي، ولد في 8 نوفمبر 1863 في إتاخايي في البرازيل، وتوفي في 30 يونيو 1926 في ريو دي جانيرو في البرازيل. انتخب عضو مجلس النواب البرازيلي ‏ عن دائرة Santa Catarina ‏ (15 نوفمبر 1890 – ) وانتخب عضو مجلس الشيوخ من البرازيل ‏.